# Plagiotrochus panteli
Plagiotrochus panteli is een vliesvleugelig insect uit de familie van de echte galwespen (Cynipidae). De wetenschappelijke naam van de soort is voor het eerst geldig gepubliceerd in 1985 door Pujade.